# Carlos Alfaro Martínez
Carlos Alfaro Martínez (València, 4 de gener de 1983) és un futbolista valencià, que ocupa la posició de migcampista.

## Trajectòria
Després de militar en diversos equips de la capital valenciana, com el Crack's o el Don Bosco, el 2001 fitxa per l'Albacete Balompié, per militar a l'equip filial. Arribaria a debutar amb el primer planter manxec a la temporada 04/05, en un encontre de primera divisió.
La temporada 05/06 recala al València B, on tampoc aconsegueix donar el salt al primer equip valencianista. Des del 2006, el migcampista ha actuat en equips de Segona B i Tercera: Marbella (2006), UE Alzira (06/07), CE Onda (07/08), Socuéllamos (08/09) i La Roda (09/...).